# Psalidopus
Super-famille
Famille
Genre
Psalidopus est un genre de crevettes (crustacés décapodes), le seul de la famille des Psalidopodidae et de la super-famille des Psalidopodoidea.

## Liste des espèces
Selon World Register of Marine Species (30 décembre 2018) :
- Psalidopus barbouri Chace, 1939
- Psalidopus huxleyi Wood-Mason (in Wood-Mason & Alcock, 1892)
- Psalidopus tosaensis Toriyama & Horikawa, 1993